# Altiusambilla modicicrus
Altiusambilla modicicrus är en insektsart som först beskrevs av Karsch 1896.  Altiusambilla modicicrus ingår i släktet Altiusambilla och familjen Lentulidae. Inga underarter finns listade i Catalogue of Life.